# 제4차 아베 신조 내각 (제2차 개조)
제4차 아베 신조 제2차 개조내각(일본어: 第4次安倍晋三第2次改造内閣)은 중의원 의원, 자유민주당 총재 아베 신조가 제98대 내각총리대신으로 임명되어, 2019년 9월 11일부터 2020년 9월 16일까지 존재한 일본의 내각이다.
제4차 아베 신조 제1차 개조내각의 재개조내각이며, 자유민주당과 공명당의 연립 내각이다. 레이와 시대 들어 처음으로 출범한 내각이며, 제126대 천황 나루히토의 각료 인증을 받은 첫 내각이다.

## 국무대신
- 2019년 9월 11일 임명[2]
- 전체 19명의 각료 중 17명이 새로 입각하거나 자리를 이동하였고, 전임 내각에서 유임된 각료는 2명에 그쳐 역대 아베 내각 중 최다 교체가 됐다.
- 무파벌은 6명으로 역대 아베 내각 중 최다이다.

| 직책 | 성명              | 성명 | 소속                           | 특명 담당 사항                                                                            | 비고                          |
| --- | ----------------- | ---- | ------------------------------ | ----------------------------------------------------------------------------------------- | ----------------------------- |
| 내각총리대신 | 아베 신조         |      | 중의원 자유민주당 (호소다파)   |                                                                                           | 자유민주당 총재               |
| 부총리 재무대신 내각부 특명담당대신 (금융 담당)                                                                 | 아소 다로         |      | 중의원 자유민주당 (아소파)     | 디플레이션 탈출 담당 내각총리대신 임시 대리 취임 순위 제1위(부총리)                       | 유임                          |
| 총무대신 내각부 특명담당대신 (마이넘버 제도 담당)                                                               | 다카이치 사나에   |      | 중의원 자유민주당 (무파벌)     | 내각총리대신 임시 대리 취임 순위 제4위                                                    | 재입각                        |
| 법무대신 | 가와이 가쓰유키   |      | 중의원 자유민주당 (무파벌)     |                                                                                           | 첫 입각 2019년 10월 31일 면직 |
| 법무대신 | 모리 마사코       |      | 참의원 자유민주당 (호소다파)   |                                                                                           | 2019년 10월 31일 임명         |
| 외무대신 | 모테기 도시미쓰   |      | 중의원 자유민주당 (다케시타파) | 내각총리대신 임시 대리 취임 순위 제3위                                                    | 보직 이동                     |
| 문부과학대신 | 하기우다 고이치   |      | 중의원 자유민주당 (호소다파)   | 교육 재생 담당 국립국회도서관 연락조정위원                                                | 첫 입각                       |
| 후생노동대신 | 가토 가쓰노부     |      | 중의원 자유민주당 (다케시타파) | 일하는 방식 개혁 담당                                                                     | 재입각                        |
| 농림수산대신 | 에토 다쿠         |      | 중의원 자유민주당 (무파벌)     |                                                                                           | 첫 입각                       |
| 경제산업대신 내각부 특명담당대신 (원자력 손해배상· 폐로 등 지원 기구 담당)                                      | 스가와라 잇슈     |      | 중의원 자유민주당 (무파벌)     | 산업 경쟁력 담당 러시아 경제 분야 협력 담당 2025년 세계 박람회 담당 원자력 경제 피해 담당 | 첫 입각 2019년 10월 25일 면직 |
| 경제산업대신 내각부 특명담당대신 (원자력 손해배상· 폐로 등 지원 기구 담당)                                      | 가지야마 히로시   |      | 중의원 자유민주당 (무파벌)     | 산업 경쟁력 담당 러시아 경제 분야 협력 담당 2025년 세계 박람회 담당 원자력 경제 피해 담당 | 재입각 2019년 10월 25일 임명  |
| 국토교통대신 | 아카바 가즈요시   |      | 중의원 공명당                  | 물순환 정책 담당                                                                          | 첫 입각                       |
| 환경대신 내각부 특명담당대신 (원자력 방재 담당)                                                                 | 고이즈미 신지로   |      | 중의원 자유민주당 (무파벌)     |                                                                                           | 첫 입각                       |
| 방위대신 | 고노 다로         |      | 중의원 자유민주당 (아소파)     | 내각총리대신 임시 대리 취임 순위 제5위                                                    | 보직 이동                     |
| 내각관방장관 | 스가 요시히데     |      | 중의원 자유민주당 (무파벌)     | 오키나와 기지 부담 경감 담당 납치 문제 담당 내각총리대신 임시 대리 취임 순위 제2위        | 유임                          |
| 부흥대신 | 다나카 가즈노리   |      | 중의원 자유민주당 (아소파)     | 후쿠시마 원자력 발전 사고 재생 총괄 담당                                                  | 첫 입각                       |
| 국가공안위원회 위원장 내각부 특명담당대신 (방재 담당)                                                           | 다케다 료타       |      | 중의원 자유민주당 (니카이파)   | 행정개혁 담당 국가 공무원 제도 담당 국토강인화 담당                                       | 첫 입각                       |
| 내각부 특명담당대신 (저출산 대책 담당) (오키나와 및 북방 대책 담당) (소비자 및 식품 안전 담당) (해양 정책 담당) | 에토 세이이치     |      | 참의원 자유민주당 (니카이파)   | 1억 총활약 담당 영토 문제 담당                                                            | 첫 입각                       |
| 내각부 특명담당대신 (쿨 재팬 전략 담당) (지적 재산 전략 담당) (과학 기술 정책 담당) (우주 정책 담당)            | 다케모토 나오카즈 |      | 중의원 자유민주당 (기시다파)   | 정보통신기술(IT) 정책 담당                                                                | 첫 입각                       |
| 내각부 특명담당대신 (경제 재정 정책 담당)                                                                       | 니시무라 야스토시 |      | 중의원 자유민주당 (호소다파)   | 경제 재생 담당 전세대형 사회 보장 개혁 담당 신종 코로나 대책 담당(2020년 3월 6일 이후)    | 첫 입각                       |
| 내각부 특명담당대신 (지방 창생 담당) (규제 개혁 담당)                                                           | 기타무라 세이고   |      | 중의원 자유민주당 (기시다파)   | 마을·사람·일 창생 담당                                                                    | 첫 입각                       |
| 국무대신 내각부 특명담당대신 (남녀 공동 참가 담당)                                                              | 하시모토 세이코   |      | 참의원 자유민주당 (호소다파)   | 도쿄 올림픽·패럴림픽 경기 대회 담당 여성 활약 담당                                        | 첫 입각                       |

## 내각관방부장관·내각법제국 장관
- 2019년 9월 11일 임명

| 직책            | 성명              | 주요 경력                     | 비고 |
| --------------- | ----------------- | ----------------------------- | ---- |
| 내각관방부장관  | 니시무라 아키히로 | 중의원 / 자유민주당(호소다파) |      |
| 내각관방부장관  | 오카다 나오키     | 참의원 / 자유민주당(호소다파) |      |
| 내각관방부장관  | 스기타 가즈히로   | 민간(경찰청)                  | 유임 |
| 내각법제국 장관 | 곤도 마사하루     | 전 내각법제차장 / 경제산업성  |      |

## 부대신
- 2019년 9월 13일 임명

| 직책            | 성명                | 소속                               | 비고                         |
| --------------- | ------------------- | ---------------------------------- | ---------------------------- |
| 부흥 부대신     | 간케 이치로         | 중의원 / 자유민주당(호소다파)      |                              |
| 부흥 부대신     | 요코야마 신이치     | 참의원 / 공명당                    |                              |
| 부흥 부대신     | 미노리카와 노부히데 | 중의원 / 자유민주당(아소파)        | 내각부, 국토교통 부대신 겸임 |
| 내각부 부대신   | 오쓰카 다쿠         | 중의원 / 자유민주당(호소다파)      |                              |
| 내각부 부대신   | 다이라 마사아키     | 중의원 / 자유민주당(이시바파)      |                              |
| 내각부 부대신   | 미야시타 이치로     | 중의원 / 자유민주당(호소다파)      |                              |
| 내각부 부대신   | 데라다 미노루       | 중의원 / 자유민주당(기시다파)      | 총무 부대신 겸임             |
| 내각부 부대신   | 가메오카 요시타미   | 중의원 / 자유민주당(호소다파)      | 문부과학 부대신 겸임         |
| 내각부 부대신   | 마쓰모토 요헤이     | 중의원 / 자유민주당(니카이파)      | 경제산업 부대신 겸임         |
| 내각부 부대신   | 미노리카와 노부히데 | 중의원 / 자유민주당(아소파)        | 부흥, 국토교통 부대신 겸임   |
| 내각부 부대신   | 이시하라 히로타카   | 중의원 / 자유민주당(이시하라파)    | 환경 부대신 겸임             |
| 내각부 부대신   | 야마모토 도모히로   | 중의원 / 자유민주당(무파벌)        | 방위 부대신 겸임             |
| 총무 부대신     | 하세가와 가쿠       | 참의원 / 자유민주당(호소다파)      |                              |
| 총무 부대신     | 데라다 미노루       | 중의원 / 자유민주당(기시다파)      | 내각부 부대신 겸임           |
| 법무 부대신     | 요시이에 히로유키   | 중의원 / 자유민주당(호소다파)      |                              |
| 외무 부대신     | 스즈키 게이스케     | 중의원 / 자유민주당(아소파)        |                              |
| 외무 부대신     | 와카미야 겐지       | 중의원 / 자유민주당(다케시타파)    |                              |
| 재무 부대신     | 도야마 기요히코     | 중의원 / 공명당                    |                              |
| 재무 부대신     | 후지카와 마사히토   | 참의원 / 자유민주당(아소파)        |                              |
| 문부과학 부대신 | 우에노 미치코       | 참의원 / 자유민주당(호소다파)      |                              |
| 문부과학 부대신 | 가메오카 요시타미   | 중의원 / 자유민주당(호소다파)      | 내각부 부대신 겸임           |
| 후생노동 부대신 | 이나쓰 히사시       | 중의원 / 공명당                    |                              |
| 후생노동 부대신 | 하시모토 가쿠       | 중의원 / 자유민주당(다케시타파)    |                              |
| 농림수산 부대신 | 이토 요시타카       | 중의원 / 자유민주당(니카이파)      |                              |
| 농림수산 부대신 | 가토 간지           | 중의원 / 자유민주당(호소다파)      |                              |
| 경제산업 부대신 | 마키하라 히데키     | 중의원 / 자유민주당(다니가키 그룹) |                              |
| 경제산업 부대신 | 마쓰모토 요헤이     | 중의원 / 자유민주당(니카이파)      | 내각부 부대신 겸임           |
| 국토교통 부대신 | 아오키 가즈히코     | 참의원 / 자유민주당(다케시타파)    |                              |
| 국토교통 부대신 | 미노리카와 노부히데 | 중의원 / 자유민주당(아소파)        | 부흥, 내각부 부대신 겸임     |
| 환경 부대신     | 사토 유카리         | 중의원 / 자유민주당(니카이파)      |                              |
| 환경 부대신     | 이시하라 히로타카   | 중의원 / 자유민주당(이시하라파)    | 내각부 부대신 겸임           |
| 방위 부대신     | 야마모토 도모히로   | 중의원 / 자유민주당(무파벌)        | 내각부 부대신 겸임           |

## 대신 정무관
- 2019년 9월 13일 임명

| 직책                | 성명              | 소속                               | 비고                             |
| ------------------- | ----------------- | ---------------------------------- | -------------------------------- |
| 부흥대신 정무관     | 후지와라 다카시   | 중의원 / 자유민주당(호소다파)      | 내각부대신 정무관 겸임           |
| 부흥대신 정무관     | 아오야마 슈헤이   | 중의원 / 자유민주당(호소다파)      | 내각부, 문부과학대신 정무관 겸임 |
| 부흥대신 정무관     | 나카노 히로마사   | 중의원 / 공명당                    | 내각부, 경제산업대신 정무관 겸임 |
| 내각부대신 정무관   | 간다 겐지         | 중의원 / 자유민주당(호소다파)      |                                  |
| 내각부대신 정무관   | 이마이 에리코     | 참의원 / 자유민주당(아소파)        |                                  |
| 내각부대신 정무관   | 후지와라 다카시   | 중의원 / 자유민주당(호소다파)      | 부흥대신 정무관 겸임             |
| 내각부대신 정무관   | 신도 가네히코     | 참의원 / 자유민주당(니카이파)      | 총무대신 정무관 겸임             |
| 내각부대신 정무관   | 아오야마 슈헤이   | 중의원 / 자유민주당(호소다파)      | 부흥, 문부과학대신 정무관 겸임   |
| 내각부대신 정무관   | 나카노 히로마사   | 중의원 / 공명당                    | 부흥, 경제산업대신 정무관 겸임   |
| 내각부대신 정무관   | 와다 마사무네     | 참의원 / 자유민주당(무파벌)        | 국토교통대신 정무관 겸임         |
| 내각부대신 정무관   | 가토 아유코       | 중의원 / 자유민주당(다니가키 그룹) | 환경대신 정무관 겸임             |
| 내각부대신 정무관   | 와타나베 고이치   | 중의원 / 자유민주당(기시다파)      | 방위대신 정무관 겸임             |
| 총무대신 정무관     | 기무라 야요이     | 중의원 / 자유민주당(무파벌)        |                                  |
| 총무대신 정무관     | 사이토 히로아키   | 중의원 / 자유민주당(아소파)        |                                  |
| 총무대신 정무관     | 신도 가네히코     | 참의원 / 자유민주당(니카이파)      | 내각부대신 정무관 겸임           |
| 법무대신 정무관     | 미야자키 마사히사 | 중의원 / 자유민주당(다케시타파)    |                                  |
| 외무대신 정무관     | 오미 아사코       | 중의원 / 자유민주당(다케시타파)    |                                  |
| 외무대신 정무관     | 나카타니 신이치   | 중의원 / 자유민주당(다케시타파)    |                                  |
| 외무대신 정무관     | 나카야마 노리히로 | 중의원 / 자유민주당(아소파)        |                                  |
| 재무대신 정무관     | 이노우에 다카히로 | 중의원 / 자유민주당(아소파)        |                                  |
| 재무대신 정무관     | 미야지마 요시후미 | 참의원 / 자유민주당(호소다파)      | 유임                             |
| 문부과학대신 정무관 | 사사키 사야카     | 참의원 / 공명당                    |                                  |
| 문부과학대신 정무관 | 아오야마 슈헤이   | 중의원 / 자유민주당(호소다파)      | 부흥, 내각부대신 정무관 겸임     |
| 후생노동대신 정무관 | 고지마 도시후미   | 중의원 / 자유민주당(기시다파)      |                                  |
| 후생노동대신 정무관 | 지미 하나코       | 참의원 / 자유민주당(무파벌)        |                                  |
| 농림수산대신 정무관 | 가와노 요시히로   | 참의원 / 공명당                    |                                  |
| 농림수산대신 정무관 | 후지키 신야       | 참의원 / 자유민주당(기시다파)      |                                  |
| 경제산업대신 정무관 | 미야모토 슈지     | 참의원 / 자유민주당(호소다파)      |                                  |
| 경제산업대신 정무관 | 나카노 히로마사   | 중의원 / 공명당                    | 부흥, 내각부대신 정무관 겸임     |
| 국토교통대신 정무관 | 가도 히로후미     | 중의원 / 자유민주당(니카이파)      |                                  |
| 국토교통대신 정무관 | 사사키 하지메     | 중의원 / 자유민주당(호소다파)      |                                  |
| 국토교통대신 정무관 | 와다 마사무네     | 참의원 / 자유민주당(무파벌)        | 내각부대신 정무관 겸임           |
| 환경대신 정무관     | 야기 데쓰야       | 중의원 / 자유민주당(이시바파)      |                                  |
| 환경대신 정무관     | 가토 아유코       | 중의원 / 자유민주당(다니가키 그룹) | 내각부대신 정무관 겸임           |
| 방위대신 정무관     | 이와타 가즈치카   | 중의원 / 자유민주당(기시다파)      |                                  |
| 방위대신 정무관     | 와타나베 고이치   | 중의원 / 자유민주당(기시다파)      | 내각부대신 정무관 겸임           |

## 내각총리대신 보좌관
- 2019년 9월 11일 임명

| 직책 | 성명              | 소속                            | 비고                     |
| --- | ----------------- | ------------------------------- | ------------------------ |
| 내각총리대신 보좌관 (고향 만들기 추진 및 저출산 고령화 대책 담당)                                                                     | 아키바 겐야       | 중의원 / 자유민주당(다케시타파) |                          |
| 내각총리대신 보좌관 (국가 안전 보장에 관한 중요 정책 담당)                                                                            | 기하라 미노루     | 중의원 / 자유민주당(다케시타파) |                          |
| 내각총리대신 보좌관 (국토강인화 및 부흥 등의 사회 자본 정비, 지방 창생, 건강·의료에 관한 성장 전략 및 과학 기술 이노베이션 정책 담당) | 이즈미 히로토     | 민간(국토교통성)                | 유임                     |
| 내각총리대신 보좌관 (홍보, 경제의 선순환 실현을 위한 중견·중소기업 정책 및 러시아 정책 담당)                                          | 하세가와 에이이치 | 민간(경제산업성)                | 내각공보관 / 유임        |
| 내각총리대신 보좌관 (정책 기획 총괄 담당)                                                                                             | 이마이 다카야     | 민간(경제산업성)                | 내각총리대신 비서관 겸직 |

## 세력 조견표
- 내각 발족 당시 기준(전임 내각의 사무 인계는 제외)
- 내각관방부장관(정무)는 부대신에 포함
- 굵은 글씨는 자민당 5역
- 유린카이(다니가키 그룹)의 소속 의원은 다른 계보와 겸임한 의원을 포함해 중·참의원 30명
- 관례에 따라 형식적으로 파벌에서 이탈하는 내각총리대신, 중의원 및 참의원 의장, 당 간부도 원 소속 파벌에 포함

| 명칭          | 세력 | 국무대신 | 부대신 | 정무관 | 보좌관 | 기타                                             |
| ------------- | ---- | -------- | ------ | ------ | ------ | ------------------------------------------------ |
| 호소다파      | 97   | 4        | 8      | 7      | 0      | 총재, 선거대책위원장, 참의원 간사장, 간사장 대행 |
| 아소파        | 54   | 3        | 3      | 4      | 0      | 중의원 의장, 참의원 의장, 총무회장               |
| 다케시타파    | 53   | 2        | 3      | 2      | 2      | 참의원 의원회장                                  |
| 공명당        | 57   | 1        | 3      | 3      | 0      |                                                  |
| 무파벌        | 54   | 6        | 1      | 3      | 0      |                                                  |
| 기시다파      | 46   | 2        | 1      | 4      | 0      | 정무조사회장                                     |
| 니카이파      | 46   | 2        | 3      | 2      | 0      | 간사장                                           |
| 이시바파      | 19   | 0        | 1      | 1      | 0      |                                                  |
| 다니가키 그룹 | 18   | 0        | 1      | 1      | 0      |                                                  |
| 이시하라파    | 11   | 0        | 1      | 0      | 0      | 국회대책위원장                                   |
| 민간          | /    | 0        | 0      | 0      | 3      |                                                  |
| -             | /    | 20       | 25     | 27     | 5      | /                                                |

### 내각 개조
- 아베 신조는 2019년 9월 3일 자민당 임원회에서 내각 개조와 당직 인선을 11일에 실시하겠다고 밝혔다.[5]
- 제2차 정권이 출범된 이후 일관되고 동일한 직책에 부임하는 아소 다로 부총리 겸 재무상과 스가 요시히데 내각관방장관은 연임됐다.
- 역대 아베 신조 내각 중에서 최다인 6명의 무파벌 의원이 있다.

### 주해
1. ↑  2016년 1월 28일에 거행된 이시하라 노부테루 대신의 인증식은 당시 천황(아키히토)이 필리핀 방문 중이었기 때문에 황태자였던 나루히토가 국사행위 임시 대행을 맡았다.[1]

### 출전
1. ↑  “甘利担当相辞任 後任は首相盟友石原氏 皇太子さまが認証”. 《마이니치 신문》. 2016년 1월 28일. 2019년 9월 17일에 확인함.
2. ↑  “小泉進次郎氏は環境相 １１日内閣改造、相次ぎ内定”. 《주니치 신문 CHUNICHI Web》 (일본어). 2019년 9월 11일에 원본 문서에서 보존된 문서. 2019년 9월 11일에 확인함.
3. ↑  “西村康稔大臣を“新型コロナ担当相”に任命”. 《닛테레 NEWS24》. 2020년 3월 6일. 2020년 4월 18일에 확인함.
4. ↑  “今井首相秘書官、補佐官も兼務に”. 《아사히 신문》. 2019년 9월 12일. 2020년 2월 15일에 원본 문서에서 보존된 문서. 2019년 9월 12일에 확인함.
5. ↑  “安倍首相、11日に内閣改造を表明 二階幹事長と人事で意見交換か”. 《산케이 뉴스》. 산업경제신문사. 2019년 9월 3일. 2019년 9월 11일에 확인함.

## 같이 보기
- 아베노마스크